# Тимошине
Тимо́шине — село в Україні, у Білокуракинській селищній громаді Сватівського району Луганської області. Населення становить 351 осіб. Площа села 340,8 га.

## Назва
Існує декілька легенд народної етимології назви села. Одна з них говорить про перших переселенців з Лівобережної України, що зупинились в цих місцях. Місцевий чабан Тиміш, що пас овець цим яром порадив переселенцям оселитися на цих землях. Так навколо Тимошиного яру виникло поселення. Інша версія пов'язує назву села з місцевим поміщиком Телешевим.

## Історія
Заселення цих земель наприкінці XVII — початку XVIII століть відбувалося за участі Острозького та Ізюмського полків. Люди приходили й самочинно в цей край на промисли: займалися рибальством, полюванням, бджільництвом. Стосунки українських «уходників» і царської сторожової служби були не безхмарними. Нові хвиля повстань в Україні і їх поразки змушували козаків і селян шукати свого притулку на Слобідській Україні. Першим володарем у цих місцях наприкінці XVII століття був Іван Іванович Тев'яшов воєвода Старого Оскола, полковник Острозького полку за часів Петра I. На початку XVIII століття, після азовських походів Петра I ці землі були віддані князю Борису Куракіну. Його син Олександр Куракін у 1730—1760 роках розводив на цих землях овець та велику рогату худобу, давав притулок кріпакам-утікачам з України та Росії, козакам з Чернігівської губернії, заради заселення спустошених придушенням повстання Булавіна земель.
Кожна родина в селі мала окремий хутір. Будували хати-мазанки з глини. Двори і городи обносили високим частоколом. У дворах будували хліви для овець і великої рогатої худоби, свиней. Хати були розкидані безладно і не складали рівної вулиці. Фасадами українські оселі завжди були повернуті на південь. Дослідник історії Слобожанщини Д. І. Багалій пише, що «У панських слободах піддані мали доволі землі. Мешканці слобод жили не дуже заможно, а хуторяни навпаки — багато. Заможніші з них утримували від 15 до 25 волів, по 10 корів, по 200 овець».
У 1905—1907 роках у Старобільському повіті прокотилася хвиля бунту селян. Після указу 9 листопада 1906 року, який дозволяв селянам виділення з громад на хутори чи відруби, люди стали заселяти землі біля ставків. Відрубники, що вийшли з громади, заснували невеликі хутори неподалік Олександрополя. З цими подіями пов'язана інша хвиля заселення Тимішового яру. Місцевий поміщик Телешов, що постійно проживав у Харкові, а тут мав маєток в селі Лазурівка на березі ставу, наляканий революційними подіями, продав землю переселенцям з Київської та Полтавської губерній, що значно збільшило чисельність місцевого населення.
Під час першої світової війни 1914 року більшість дорослого чоловічого населення села Тимошине було призвано до армії. 1917 року було обрано Старобільський повітовий виконавчий комітет Ради робітничих, солдатських і селянських депутатів. На місцях встановлювали радянську владу. Тимошине на той час підпорядковувалося Олександропільській сільраді.
Під час Громадянської війни в Росії бідняцька частина дорослого чоловічого населення поповнила лави Червоної Армії.
У 1929 року в селі розпочалась примусова колективізація. Першим бригадиром був Федір Пономаренко. На території було створено 2 колгоспи. Після ліквідації Білокуракинського району частина земель села перейшла до Новопсковського району, а частина ввійшла до складу колгоспу в селі Павлівка. У 1931—1932 роках Тимошине увійшло до складу радгоспу «Тополі». В селі залишилось 5 сімей: Байбузи, Пономаренки, Косенки, Крамаренки, Кошеленки, інші родини залишили його і розселилися по сусідніх селах Ляшківка, Пластунівка, Олександропіль. У 1933 році радгосп «Тополі» був реорганізований, землі радгоспу увійшли до складу радгоспу «Червоноармієць» як відділок № 5. Першим директором радгоспу був Аладін Семен Семенович.
У боях під час другої світової війни більшість чоловічого населення брала участь і за проявлений героїзм нагороджені орденами і медалями Радянського Союзу. 24 червня 1941 року в селі відбувся мітинг, чоловіки села записувалися добровольцями на фронт. Під час німецької окупації села з літа 1942 по зиму 1943 року в селі було 2 поліції, Микола Ромашенко був відправлений на роботи в Третій Рейх.
4 травня 1970 року, після реорганізації радгоспу «Червоноармієць», утворено радгосп «Ювілейний» (на честь сторіччя з дня народження В. І. Леніна). Центральну садибу розмістили в селі Тимошине. До складу радгоспу увійшли землі сел Осикове, Чабанове, Куплівате та Новоандріївка. Першим директором радгоспу був Лебедєв Володимир Максимович.
1990 року створено Тимошинську сільську раду. Першою головою стала Стативко Ніна Сисоївна.
Село газифіковане 2005 року, утворено кооператив «Факел».

## Населення
У селі мешкає 326 осіб, 126 дворів.

## Вулиці
У селі існують вулиці: Мира, Молодіжна, Центральна, Шкільна.

## Економіка
За радянських часів на землях Тимошиного з 1970 року господарював радгосп «Ювілейний». Директори радгоспу:
- 1970—1981 — Лебедєв Володимир Максимович.
- 1981—1997 — Леонов Олександр Миколайович.

У 1992 році на території Тимошинської сільської ради почали утворюватись фермерські господарства. Сендецький І. П. утворив СФГ «Родничок», ніні його очолює Кваша Анатолій Павлович. 1998 року землі КСП «Ювілейний» були розпайовані між його членами, які спочатку утворили Білокуракинську МТС (Світличний Ю. М.), а 1999 МТС «Колос» (голова Панченко А. І.). У серпні 2003 року більшість землі орендує ППСВФ «Агро» відділок «Тимошине» (керівник Мареєчев Іван Іванович).

## Транспорт
Село розташоване за 22 км автошляхом від районного центру та за 21 км від залізничної станції Білокуракине, що на лінії Валуйки — Кіндрашівська-Нова.

## Культура
Після війни діти села ходили до школи в Олександрополі. Перша сільська школа запрацювала у 1947 році в звичайній хаті. Вчителями були Байбуз М. Г., Крамаренко Олександр Федорович. 1962 року школу перенесли до двоквартирного будинку, в одній половині якого розміщувався медпункт. 1978 року зведено приміщення восьмирічної школи на 192 місця. 2013 року в школі навчалося 29 учнів в 6 класах. Директор Остапенко Олена Анатоліївна. У листопаді 2020 року змінився тип навчального закладу Білокуракинської селищної ради Луганської області з Тимошанської загальноосвітньої школи I—II ступенів на Тимошинську гімназію Білокуракинської селищної ради Луганської області.
У селі працюють фельдшерсько-акушерський пункт, дитячий садочок «Лелека», сільська бібліотека, магазин, кафе-бар, поштове відділення, клуб.
День села відзначають 14 травня.

## Видатні люди
- Крамаренко Іван Федорович — ветеран, нагороджений орденом Червоної Зірки, орденом Вітчизняної війни І ступеня, орденом Червоного Прапора.
- Карпусь Іван Григорович — ветеран, нагороджений медалями «За відвагу», «За оборону Заполяр'я». Бригадир «Бригади комуністичної праці».
- Каюда Василь Афанасійович — воїн-афганець, десантник, дістав поранення, нагороджений медаллю «За відвагу» та орденом Червоної Зірки.
- Пуголовко Семен Єлізарович — танкіст, брав участь у боях на Курській дузі, нагороджений медалями «За відвагу», «За взяття Будапешта», «За взяття Відня».
- Юрченко Карпо Артемович — ветеран, нагороджений орденом Червоної Зірки, орденом Слави.